# WiV SunGod
L'equip WiV SunGod és un equip ciclista professional britànic. Creat al 2017 amb categoria continental.

## Principals victòries
- Tour de Quanzhou Bay: Max Stedman (2017, 2018)
- Arno Wallaard Memorial: Alexandar Richardson (2019)
- Tour d'Antalya: Max Stedman (2020)

### Grans Voltes
- Tour de França
  - 0 participacions
- Giro d'Itàlia
  - 0 participacions
- Volta a Espanya
  - 0 participacions

## Classificacions UCI
L'equip participa en les proves dels circuits continentals i principalment en les curses del calendari de l'UCI Europa Tour.
UCI Àsia Tour
| Temporada | Classificació per equips | Millor ciclista en la classificació individual |
| --------- | ------------------------ | ---------------------------------------------- |
| 2017      | 67è                      | Harry Tanfield (187è)                          |

UCI Europa Tour
| Temporada | Classificació per equips | Millor ciclista en la classificació individual |
| --------- | ------------------------ | ---------------------------------------------- |
| 2017      | 78è                      | Harry Tanfield (487è)                          |
| 2018      | 92è                      | Harry Tanfield (413è)                          |
| 2019      | 36è                      | Rory Townsend (270è)                           |
| 2020      | 36è                      | Max Stedman (219è)                             |
| 2021      | 47è                      | Matthew Bostock (465è)                         |

UCI Oceania Tour
| Temporada | Classificació per equips | Millor ciclista en la classificació individual |
| --------- | ------------------------ | ---------------------------------------------- |
| 2021      | -                        | Ryan Christensen (24è)                         |

L'equip també participa de la Classificació mundial UCI.
| Temporada | Classificació per equips | Millor ciclista en la classificació individual |
| --------- | ------------------------ | ---------------------------------------------- |
| 2017      | -                        | Harry Tanfield (599è)                          |
| 2018      | -                        | Harry Tanfield (634è)                          |
| 2019      | 67è                      | Rory Townsend (332è)                           |
| 2020      | 62è                      | Max Stedman (268è)                             |
| 2021      | 74è                      | Ryan Christensen (462è)                        |